# Nils Ottason (Björnram från Västergötland)
Nils Ottason (Björnram från Västergötland), född på 1400-talet, död mellan 1474–1475, var en svensk riddare.

## Biografi
Nils Ottason (Björnram från Västergötland) var son till riddaren och riksrådet Otte Ulfsson (Björnram från Västergötland) och Ingeborg Nilsdotter (Hammerstaätten). Han nämns första gången 13 juni 1462, då han var riddare. Nils Ottason dubbades troligen till riddare vid Kristian I:s kröning. Han levde fortfarande 3 augusti 1474 och avled 1474 eller 1475.

### Egendom
Nils Ottason Lösta som sätesgård, samt Erstavik i Huddinge socken. Han ägde jord i Jönåkers härad i Södermanland och i Ärlinghundra härad i Uppland.

### Familj
Nils Ottason var gift med Kristina Kristiernsdotter (Oxenstierna) (död före 1473), dotter till riksrådet Kristiern Bengtsson (Oxenstierna) och Anna Hansdotter (Kröpelin).
Han gifte sig andra gången med Ingeborg Ragvaldsdotter, dotter till lagmannen Ragvald Puke i Östergötlands lagsaga och Anna Markvardsdotter (Sten). De fick tillsammans barnen riksrådet Örjan Nilsson (Björnram från Västergötland) och Erengisl Nilsson (Björnram från Västergötland). Efter Nils Ottasons död gifte Ingeborg Ragvaldsdotter om sig med lagmannen Peder Ragvaldsson (Fargalt) i Södermanlands lagsaga.